# Agrostis patagonica
Agrostis patagonica é uma espécie de gramínea do gênero Agrostis, pertencente à família Poaceae.